# Haskell Free Library and Opera House

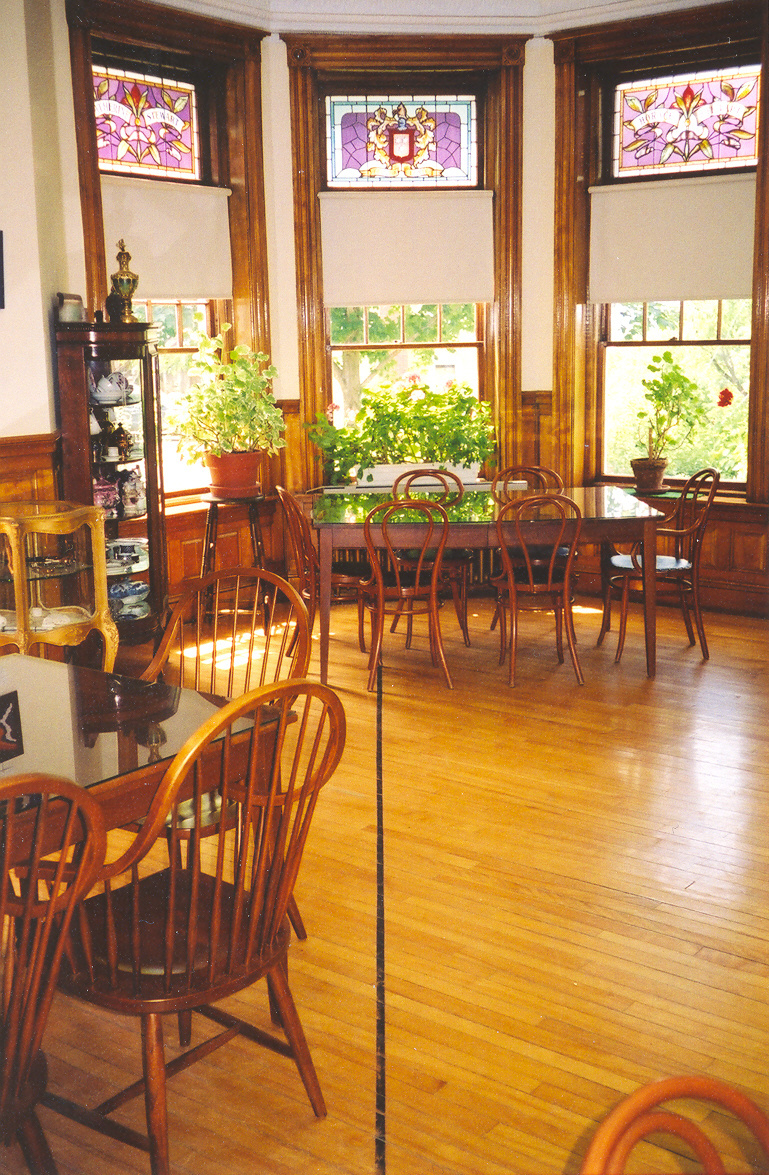
Die internationale Grenze ist auf dem Boden des Lesesaals der Haskell-Bibliothek markiert. Kanada ist auf der rechten Seite und die Vereinigten Staaten sind auf der linken Seite.

Die Haskell Free Library and Opera House (französisch: Bibliothèque et salle d'opéra Haskell) ist eine öffentliche Bibliothek und Opernhaus, das auf der internationalen Grenze im kanadischen Stanstead, Provinz Québec und im amerikanischen Derby Line, Bundesstaat Vermont steht. Das Gebäude wurde am 7. Juni 1904 eröffnet und im viktorianischen Stil errichtet.
Die Bibliothek und die Opernbühne befinden sich in Stanstead, aber der Eingang und die meisten Opern-Sitze sind in Derby Line. Aus diesem Grund wird das Haus manchmal auch als „die einzige Bibliothek in den USA ohne Bücher“ und „das einzige Opernhaus in den USA ohne eine Bühne“ benannt. Durch seine Lage verfügt das Haus sowohl über eine kanadische (1 rue Church, Stanstead, Québec) als auch über eine amerikanische (93 Caswell Avenue, Derby Line, Vermont) Adresse. Eine dicke schwarze Linie, die unter den Sitzen der Oper und über der Mitte des Lesesaals der Bibliothek verläuft, markiert die Staatsgrenze. Alle Gäste und Besucher müssen den US-Eingang verwenden, um das Gebäude zu betreten. Gäste aus Kanada dürfen die Tür auf der US-Seite benutzen, ohne sich beim Zoll melden zu müssen, indem sie einen vorgeschriebenen Weg über den Bürgersteig der Rue Church (Church Street) benutzen, vorausgesetzt, dass sie sofort nach dem Verlassen des Gebäudes auf demselben Weg nach Kanada zurückkehren. 
Die Bibliothek besitzt eine Sammlung von mehr als 20.000 Büchern in französischer und englischer Sprache. Sie ist 36 Stunden pro Woche für die Öffentlichkeit zugänglich. 
1977 wurde das Gebäude zu einer historischen Stätte der kanadischen Provinz Quebec erklärt und im Répertoire du patrimoine culturel du Québec eingetragen.
Seit 1976 ist das Gebäude im National Register of Historic Places der Vereinigten Staaten eingetragen und seit 1985 im Lieu historique national du Canada/National Historic Site of Canada.

## Geschichte
Das Gebäude wurde vom amerikanischen Sägewerker Carlos Haskell und seiner kanadischen Frau Martha Stewart Haskell zur Nutzung durch Menschen aus beiden Ländern geschaffen. Die Gewinne aus dem Opernbetrieb waren für den Unterhalt der freien Bibliothek bestimmt.
Später widmete Familie Haskell das Gebäude den Gemeinden Derby Line und Stanstead in Erinnerung an den Errichter. Stand 2009 wurde das Haus durch einen internationalen Vorstand von vier amerikanischen und drei kanadischen Regisseuren verwaltet.